# Carrillo Puerto (municipalité)

La municipalité de Carrillo Puerto est l'une des 212 municipalités de l'État de Veracruz, et est située dans la partie centrale de cet État. Située à l'ouest du golfe du Mexique, elle se trouve dans la vallée du Río Cotaxtla, et fait partie du bassin versant du fleuve Río Jamapa. Le massif montagneux de la Sierra Madre orientale se trouve plus à l'ouest, et la partie occidentale de la municipalité se trouve sur ses piémonts. Son chef-lieu est la ville de Tamarindo. Cette municipalité dépend de la région administrative de Las Montañas, qui est une des 10 subdivisions administratives de l'État de Veracruz.

## Toponymie
Le nom de la municipalité, Carrillo Puerto, provient de l'homme politique mexicain, Felipe Carrillo Puerto (1874-1924), qui fut un défenseur des droits des indigènes, et un partisan de la réforme agraire.

## Géographie
La municipalité de Carrillo Puerto s'étire d'ouest en est le long de la vallée de la rivière Río Cotaxtla, et reçoit plusieurs de ses affluents, tels que le Río Atoyac et le Río Atizapa. D'une altitude oscillant entre 10 et 300 mètres, elle confine aux piémonts de la chaîne de montagne de la Sierra Madre orientale. Son chef-lieu, la ville de Tamarindo, se trouve dans la partie sud de son territoire, au sud de la rivière Río Cotaxtla. Ce territoire couvre une superficie de 249,2 km2, et était peuplé en 2020 de 18 888 habitants, pour une densité de 75,8 habitants par km2.
La municipalité est limitrophe au nord de celle de Paso del Macho, à l'ouest et au sud de celle de Cuitláhuac, et à l'est de celle de Cotaxtla.

## Composition et démographie
La municipalité était composée en 2020 de 96 localités, dont aucune n'était considérée comme urbaine, toutes étant rurales.
| Localité            | Population |
| ------------------- | ---------- |
| El Palmar           | 1259       |
| Loma Angosta        | 1251       |
| Tamarindo           | 1209       |
| Arroyo Azul         | 1057       |
| Mata Gallina        | 978        |
| Reste des localités | 13 134     |
| Total population    | 18 888     |

En plus de l'espagnol, plusieurs langues amérindiennes sont parlées dans la municipalité, dont les principales sont par ordre d'importance : le mazatèque et le nahuatl.

## Histoire
Sur la localité de Huatusco (en) se trouve un important site archéologique de la culture totonaque. Cette ville préhispanique fut conquise par Gonzalo de Sandoval en 1521.
En 1932, le chef-lieu de la municipalité, alors nommé Santiago Huatusco, prend le nom de Carrillo Puerto, en l'honneur de l'homme politique mexicain Felipe Carrillo Puerto. Le siège de la municipalité sera déplacé à Tamarindo en 1944.

## Économie

### Agriculture et élevage
La superficie des parcelles semées représentait en 2019 une surface totale de 5499 hectares, parmi lesquels 2672 hectares étaient voués à la culture de la canne à sucre, 1400 hectares étaient voués à la culture du maïs, et 1333 hectares à celle du citron.
En 2020, la production de viande par tonnes comprenait 223,9 tonnes de viande bovine, 466,5 tonnes de viande porcine, 4,4 tonnes de viande ovine, 2,4 tonnes de viande caprine, 1810,4 tonnes de volailles, et 1 tonne de dinde. La superficie vouée à l'élevage représentait alors 4289 hectares.